# Wolfgang Kübler (Mediziner, 1967)
Wolfgang Michael Kübler (* 19. Juli 1967 in Köln) ist ein deutscher Physiologe und Direktor des Instituts für Physiologie an der Charité-Universitätsmedizin Berlin.

## Leben
Kübler studierte von 1987 bis 1994 Humanmedizin an der Ludwig-Maximilians-Universität München und promovierte 1997 mit summa cum laude am dortigen Institut für Chirurgische Forschung zum Thema „Leukozytenkinetik in der pulmonalen Mikrozirkulation“. Im Anschluss an ein DFG-Forschungsstipendium an der Columbia University New York habilitierte er 2001 an der Ludwig-Maximilians-Universität München für Experimentelle Chirurgie. 2002 akzeptierte er einen Ruf auf eine Stiftungsprofessur des Deutschen Herzzentrums Berlin am Institut für Physiologie der Freien Universität Berlin, das 2003 Teil der Charité-Universitätsmedizin wurde. 2008 ging er als Wissenschaftler an das St. Michael’s Hospital in Toronto, und wurde dort 2015 zum Full Professor in den Departments of Surgery und Physiology der University of Toronto ernannt. 2016 nahm er den Ruf auf die Stelle des Direktors des Instituts für Physiologie an der Charité-Universitätsmedizin Berlin als Nachfolger von Axel Radlach Pries an.
Wolfgang Kübler ist der Sohn des Kardiologen Wolfgang Kübler und der Juristin Ilse Eberl. Wolfgang Kübler ist verheiratet und hat zwei Kinder.

## Wirken
Küblers wissenschaftliche Arbeit fokussiert auf die Physiologie und Pathophysiologie des Lungenkreislaufs. Besondere Schwerpunkte seiner Arbeit, die über 300 begutachtete Beiträge in internationalen Fachzeitschriften umfasst, sind die Untersuchung der hypoxisch-pulmonalen Vasokonstriktion, des endothelialen Barriereschadens bei ARDS und Pneumonie, und des Gefäßumbaus bei pulmonaler Hypertonie. Weitere Arbeiten Küblers beschäftigen sich mit der Dynamik von Entzündungszellen in der Lunge, der Alveolardynamik bei mechanischer Beatmung, der Regulation der Flüssigkeitshomöostase der Lunge durch epitheliale Ionenkanäle und der Entstehung des Lungenödems, sowie der Nah-Infrarotspektroskopie.

## Auszeichnungen (Auswahl)
- 1999: Hermann-Rein-Preis der Gesellschaft für Mikrozirkulation und Vaskuläre Biologie e.V.[4]
- 2000: Lafon Award der European Society for Microcirculation[5]
- 2016: Arthur-Weber-Preis „Forschen um zu helfen“ der Deutschen Gesellschaft für Kardiologie[6]
- 2016: Ernennung zum Mitglied des College der Royal Society of Canada[7]
- 2019: Fellow of the European Respiratory Society (FERS)[8]
- 2019: Fellow of the American Physiological Society (FAPS)[9]
- 2024: Fellow of the American Thoracic Society (ATSF)[10]

## Tätigkeit in Gremien, Fachgesellschaften und Fachzeitschriften
Bei der American Physiological Society war Kübler Vorsitzender der Respiratory Section (2011–2014), des Strategic Advisory Committees (2014–2017), und des Publications Committees (seit 2023). Für die Gesellschaft für Mikrozirkulation und Vaskuläre Biologie e.V leitete er als Präsident die Jahrestagungen in den Jahren 2004 und 2022. Kübler ist seit 2014 Associate Editor des American Journal of Physiology – Lung Cellular and Molecular Physiology und seit 2017 Associate Editor des European Respiratory Journal. In zahlreichen weiteren Fachzeitschriften ist er Mitglied des Editorial Boards. Er ist Assoziierter Partner im Deutschen Zentrum für Lungenforschung und im Deutschen Zentrum für Herz- und Kreislaufforschung. Seit 2019 ist Kübler stellvertretender Vorsitzender des Fakultätsrats der Charité-Universitätsmedizin Berlin.

## Werke (Auswahl)
1. M.M. Kucherenko, P. Sang, J. Yao, T. Gransar, S. Dhital, J. Grune, S. Simmons, L. Michalick, D. Wulsten, M. Thiele, O. Shomroni, F. Hennig, R. Yeter, N. Solowjowa, G. Salinas, G.N. Duda, V. Falk, N. Vyavahare, W.M. Kuebler*, C. Knosalla*: Elastin stabilization prevents impaired biomechanics in human pulmonary arteries and pulmonary hypertension in rats with left heart disease. Nat Commun 14: 4416, 2023.[14]
2. L. Erfinanda, L. Zou, B. Gutbier, L. Kneller, S. Weidenfeld, L. Michalick, D. Lei, K. Reppe, L.G. Teixeira Alves, B. Schneider, Q. Zhang, C. Li, D. Fatykhova, P. Schneider, W. Liedtke, E. Sohara, T.J. Mitchell, A. Grube, A. Hocke, S. Hippenstiel, N. Suttorp, A. Oleschewski, M.A. Mall, M. Witzenrath, W.M. Kuebler: Loss of endothelial CFTR drives barrier failure and edema formation in lung infection and can be targeted by CFTR potentiation. Sci Transl Med 14: eabg8577, 2022[15].
3. T. Jiang, R. Samapati, S. Klassen, D. Lei, V. Jankowski, S. Simmons, J. Yin, C. Arenz, A. Dietrich, T. Gudermann, D. Adam, M. Schaefer, J. Jankowski, V. Flockerzi, R. Nüsing, S. Uhlig, W.M. Kuebler: Stimulation of the EP3 receptor causes lung edema by activation of TRPC6 in pulmonary endothelial cells. Eur Respir J 60: 2102635, 2022.[16]
4. M.J. McVey, M. Maishan, C. Spring, M. Kim, A. Tabuchi, V. Srbely, A. Takabe-French, C. Arenz, J.W. Semple, W.M. Kuebler: Platelet-derived extracellular vesicles mediate transfusion-related acute lung injury by imbalancing the bioactive sphingolipid rheostat. Blood 137: 690-701, 2021.[17]
5. L. Erfinanda, K. Ravindran, F. Kohse, K. Gallo, R. Preissner, T. Walther, W.M. Kuebler: Estrogen-mediated upregulation of the Mas receptor contributes to sex differences in acute lung injury and lung vascular barrier regulation. Eur Respir J 57: 2000921, 2021[18].
6. Y. Fan, X. Gu, B. Ghanim, W. Klepetko, P. Solymosi, G. Kwapiszewska, W.M. Kuebler: Inhibition of TWIST1 attenuates smooth muscle cell proliferation and lung vascular remodeling in pulmonary hypertension. Am J Respir Crit Care Med 202: 1283-1296, 2020.[19]
7. D. Zabini, E. Granton, Y. Hu, M.Z. Miranda, U. Weichelt, S. Breuils Bonnet, S. Bonnet, N. Morrell, K. Connelly, S. Provencher, B. Ghanim, W. Klepetko, A. Olschewski, A. Kapus, W.M. Kuebler: Loss of SMAD3 promotes vascular remodeling in pulmonary arterial hypertension via MRTF disinhibition. Am J Respir Crit Care Med 197: 244-260, 2018.[20]
8. A. Tabuchi, H.T. Nickles, M. Kim, J.W. Semple, E. Koch, L. Brochard, A.S. Slutsky, A.R. Pries, W.M. Kuebler: Acute lung injury causes asynchronous alveolar ventilation which can be corrected by individual sighs. Am J Respir Crit Care Med 193: 396-406, 2016.[21]
9. C. Tabeling, H. Yu, L. Wang, H. Ranke, N. Goldenberg, D. Zabini, E. Noe, A. Krauszman, B. Gutbier, J. Yin, M. Schaefer, C. Arenz, A. Hocke, N. Suttorp, R.L. Proia, M. Witzenrath, W.M. Kuebler: Cystic fibrosis transmembrane conductance regulator and sphingolipids mediate hypoxic pulmonary vasoconstriction through transient receptor potential canonical 6. Proc Natl Acad Sci USA 112: E1614-E1623, 2015.[22]
10. A. Tabuchi, B. Styp-Rekowska, A.S. Slutsky, P.D. Wagner, A.R. Pries*, W.M. Kuebler*: Pre-capillary oxygenation contributes relevantly to gas exchange in the intact lung. Am J Respir Crit Care Med 188: 474-481, 2013.[23]
11. E.A. Solymosi, S.M. Gembardt, I. Vadász, L. Wang, N. Neye, C. Chupin, S. Rozowsky, R. Ruehl, A. Tabuchi, Holger Schulz, A. Kapus, R.E. Morty, W.M. Kuebler: Chloride-transport driven alveolar fluid secretion as a novel mechanism in cardiogenic lung edema. Proc Natl Acad Sci USA 110: E2308-E2316, 2013.[24]
12. L. Wang, J. Yin, H.T. Nickles, H. Ranke, A. Tabuchi, J. Hoffmann, C. Tabeling, E. Barbosa-Sicard, M. Chanson, B.R. Kwak, H.S. Shin, S. Wu, B.E. Isakson, M. Witzenrath, C. de Wit, I. Fleming, H. Kuppe, W.M. Kuebler: Hypoxic pulmonary vasoconstriction requires connexin 40-mediated endothelial signal conduction. J Clin Invest 122: 4218-4230, 2012.[25]